# Xu Xiangyu
Xu Xiangyu (Taiyuan, 19 settembre 1999) è uno scacchista cinese.
Ha ottenuto il titolo di Grande Maestro in ottobre 2017, all'età di 18 anni.
In febbraio 2018 è quarto nell'Open Aeroflot di Mosca, e nello stesso anno quarto nel Campionato cinese. 
In gennaio 2019 vince l'open di Nova Gorica, per spareggio tecnico su Zdenko Kožul e Branko Tadic.. In agosto dello stesso anno è secondo ex æquo nel torneo zonale di Daqing, qualificandosi per la Coppa del Mondo 2019. Nella Coppa del Mondo supera nel primo turno il connazionale Bu Xiangzhi e nel secondo il russo Ėrnesto Inarkiev, ma nel terzo turno viene eliminato da Aleksandr Griščuk. 
Nella lista FIDE di febbraio 2020 ha 2580 punti Elo. 